# Rampert
Rampert (en latin Rampertus, ou Ramprettus; en italien Ramperto, ou Rampretto) fut marquis de Toscane de 1131 à sa mort en 1134.

## Biographie

### Origines familiales
On sait très peu de choses sur les origines familiales de Rampert. Certains analystes ont avancé l'hypothèse qu'il était peut-être le fils d'un comte également prénommé Rampert et qu'il aurait eu pour frère un certain Donat (Donatus) qui aurait épousé Parenza, fille d'un comte Odoald (Odoaldus). Cependant, il ne s'agit là que de conjectures.

### Marquis de Toscane
Rampert devint marquis de Toscane en 1131, en remplacement de Conrad, duc de Ravenne. Comme son prédécesseur, il était un marquis amovible, la Toscane n'ayant plus de marquis héréditaires depuis la mort de la comtesse Mathilde en 1115. 
Il semble qu'il soit mort en 1134. C'est cette année-là que sa succession fut ouverte.
Selon Inghirami, Rampert aurait été président ou marquis de Toscane.
Rampert donna le 27 décembre 1131, dans un lieu nommé Pratello, dans le comté de Volterra, des biens au monastère de San Ponciano.

### Succession
Contrairement à Rampert, son successeur eut du mal à s'imposer aux Toscans épris de liberté. Lorsque Engelbert d'Istrie succède à Rampert en 1134, les Toscans refusèrent d'abord de le reconnaître. Ce n'est qu'en 1135 qu'il s'imposa en Toscane.

## Sources
Voire le paragraphe "Notes et références".